# Hipertermia maligna
Hipertermia maligna é uma doença muscular hereditária, latente, potencialmente grave, de herança autossômica dominante, caracterizada por resposta hipermetabólica após exposição a anestésico inalatório, tais como, halotano, enflurano, isoflurano,ou exposição a um determinado relaxante muscular de nome succinilcolina.

## Epidemiologia
A incidência da hipertermia maligna é de cerca 1:4.500 a 1:60.000 (por procedimento de anestesia geral). Esta condição ocorre em todo o mundo e afecta todos os grupos raciais. A maioria dos casos ocorre em crianças (um caso para cada 10.000 anestesias), já em adultos um caso para 40.000 anestesias.

## Fisiopatologia
O gene do receptor de rianodina (RyR-1), no braço longo do cromossomo 19 está envolvido na patogenia da doença.
Uma crise de hipertermia maligna está relacionada a uma liberação maciça de cálcio do músculo esquelético, causando uma contratura muscular exacerbada, o que provoca aumento de temperatura e todo um quadro de hipermetabolismo.

## Quadro clínico
Os sintomas podem ocorrer no momento da anestesia ou mais raramente no pós anestésico. Dentro do quadro de hipermetabolismo apresenta aumento de CO2, acidose láctica e taquipneia. Ocorre também taquicardia, hipertermia (este é um sinal tardio e deve-se levar em conta que naqueles pacientes com quadro infeccioso ou inflamatório estas podem ser a razão), arritmias cardíacas e hipertensão arterial. Contrataura muscular excessiva levando a rabdomiólise e a mioglobinúria. Deve-se suspeitar de hipertermia maligna quando a pessoa em anestesia está em ventilação mecânica adequada e mesmo assim ele apresenta aumento de gás carbônico e apresenta taquicardia.

## Suscetíveis
As pessoas com história familiar de hipertermia  maligna têm maior chance de desenvolver o quadro.
As que apresentam contratura do músculo masseter quando se utiliza o medicamento succinilcolina tem maior chance de desenvolver hipertermia. Nestes dois casos, se o paciente realmente necessitar de uma anestesia, a monitorização de temperatura deve ser precisa e o uso das drogas evitado.

## Diagnóstico
Biópsia muscular é o diagnóstico definitivo da hipertermia maligna.

## Tratamento
O tratamento primordial e mais eficaz é a interrupção imediata do uso de anestésico e administração de dantrolene sódico intravenoso (que diminui o risco de morte de 70% para 10%). O dantrolene reduz a liberação de cálcio do retículo sarcoplasmático do músculo estriado esquelético por limitar a ativação do receptor de rianodina RYR-1 (responsável pela hipertermia maligna) pelo próprio cálcio e pelo complexo cálcio-calmodulina. Essa medida reduz imensamente as sequëlas metabólicas.
Como terapia adjuvante recomenda-se o resfriamento rápido do paciente, inalação de oxigênio a 100% e o controle da acidose, além do controle das arritmias e da proteção renal.
A partir de 2002 o Governo do Estado de São Paulo decretou que em todos os hospitais em que se faça procedimentos cirúrgicos haja estoque de dantrolene.